# 黄土地 (电影)
《黄土地》（英文： Yellow Earth）是一部1984年出品的中国电影。它是陈凯歌导演的第一部电影。张艺谋是本片的摄影师。影片主要展现了在黄土高原上生活的农民的贫苦生活，落后的婚嫁习俗和缺雨多灾的气候。

## 剧情
陕西的黄土高原上，农家女翠巧和父亲、弟弟憨憨生活在一起。父亲自幼就给翠巧定下了娃娃亲。她只能用歌声表达内心的痛苦。来自于延安八路军的文艺工作者顾青来到她家里采集民歌。
顾青说起延安，说到婚姻自主。这一切让翠巧心生向往。然而翠巧爹却要翠巧在四月里完婚。
当顾青离开的时候，翠巧的爹爹为了送行他唱了一首深刻感动，翠巧的弟弟要一程又一程地送他，还有翠巧唱了最后一首歌。
最终，在完婚之日，翠巧逃出了夫家，去追寻新的生活。
（在電影結尾其實沒有交代翠巧是逃出了，還是葬身於黃河水里，這留給觀眾去思考、細味，翠巧是戰勝命運而重生，還是敵不過命運而葬身，影片最後的畫面，只是一波昏沈暗流的黃河流水定格，是一套經常以畫面交代劇情的細味電影）

## 制作人员
- 导演：陈凯歌
- 编剧：张子良
- 原著：柯蓝 散文集《深谷回声》
- 摄影：张艺谋
- 美术：何群
- 剪辑：裴小南
- 录音：林临
- 音乐：赵季平
- 演奏：西安音乐学院

## 演员名单
- 薛　白　饰　翠　巧
- 王学圻　饰　顾　青，八路军
- 谭　托　饰　翠巧父
- 刘　强　饰　憨　憨

## 延伸阅读
1. 倪、臻、易杜克图书学术收藏后备列表。北京电影学院回忆录：中国第五代的起源。杜克大学出版社，达勒姆，2002;2003
2. 色彩、性格与文化：论《黄土地》、《黑炮事件》和《红高粱》。